# Альціон мангровий
Альціон мангровий (Halcyon senegaloides) — вид сиворакшеподібних птахів родини рибалочкових (Alcedinidae).

## Поширення
Вид поширений в Східній Африці. Населяє прибережні джунглі та мангрові ліси від південного Сомалі до ПАР.

## Опис
Птах завдовжки близько 22 см. Самець і самиця схожі. Голова темно-сіро-коричнева, з чорними петлями і вузькою білою лінією над оком, а щоки і боки шиї коричнево-сірі. Сірі груди та боки з щільними нерівними лініями. Під крилом є чорна пляма. Птах має чорно-сині криючі та махові пера. Дзьоб червоний, очі темно-коричневі, а ноги темно-сіро-коричневі. 

## Спосіб життя
Альціон мангровий ловить рибу, а також їсть крабів, креветок, ящірок і комах. Розмноження зареєстровано з жовтня по січень. Гнізда будує в дуплах дерев і термітниках.